# بيدرو خافيير دا باركا
بيدرو خافيير دا باركا (26 يناير 1962 بمابوتو في موزمبيق - ) هو لاعب كرة قدم موزمبيقي وبرتغالي في مركز الهجوم. شارك مع منتخب البرتغال تحت 21 سنة لكرة القدم ومنتخب البرتغال لكرة القدم. أما مع النوادي، فقد لعب مع إستريلا دا أمادورا وإشتوريل برايا ونادي أكاديميكا كويمبرا ونادي جنوب الصين ونادي بايرنسيه وKalamata F.C. ‏ وكامبومايورنسي ‏ وC.D. Olivais e Moscavide ‏.

## وصلات خارجية
- بيدرو خافيير دا باركا على موقع قاعدة بيانات كرة القدم.إي يو (الإنجليزية)
- بيدرو خافيير دا باركا على موقع ناشيونال فوتبول تيمز (الإنجليزية)